# Maria Tudor (drottning av Frankrike)
Maria Tudor, född 18 mars 1496 på Richmond Palace, död 25 juni 1533 på Westhorpe Hall i Westhorpe i Suffolk, var Henrik VII och Elizabeth av Yorks yngsta överlevande dotter och genom sitt korta äktenskap med  Ludvig XII var hon även drottning av Frankrike. I sitt andra äktenskap med Charles Brandon fick hon dottern Frances som blev mor till Jane Grey, som var drottning av England i nio dagar i juli 1553.

## Biografi

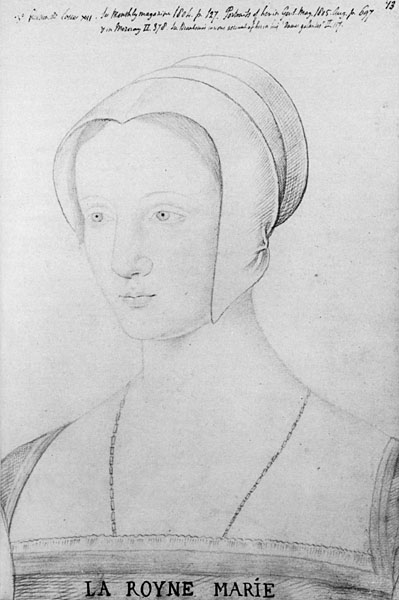
En teckning av Maria från den korta tid hon var drottning av Frankrike.

### Tidigt liv
Maria var Henrik VII av England och Elizabeth av Yorks femte barn och den yngsta av de som överlevde spädbarnsåldern. Som barn stod hon sin bror Henrik VIII nära, och han namngav sin dotter efter henne. Även krigsskeppet Mary Rose uppkallades efter henne.
Hon fick sitt eget hushåll vid sex års ålder och uppfostrades under ledning av sin guvernant Joan Vaux. Hon fick lära sig latin, franska, musik, dans och broderi. Hennes far avled och brodern Henrik besteg tronen som Henrik VIII när Maria var tretton år gammal.
När hon var liten försökte hertigen av Milano arrangera ett äktenskap mellan henne och sin unga son Massimiliano Sforza, för att få hennes fars stöd gentemot Frankrike. Henrik motsatte sig dock detta, eftersom han inte var i krig med Frankrike och inte ville bli indragen i de italienska krigen.

### Drottning av Frankrike
Hon var känd som en av de vackraste prinsessorna i Europa. Erasmus ska ha sagt "Naturen har aldrig skapat något vackrare" om henne. Som person beskrevs hon som livlig, munter och älskvärd, deltog gärna i festligheterna och maskspelen vid sin brors hov och tyckte om att sjunga, spela musik och dansa.
Maria trolovades i december 1507 vid elva års ålder med Karl av Kastilien, senare tysk-romersk kejsare. Förändringar i de politiska allianserna i Europa ledde dock till att något bröllop mellan dem aldrig ägde rum. 
Istället förhandlade kardinal Wolsey fram ett fredsfördrag med Frankrike, och i samband med detta trolovades Maria med Frankrikes kung Ludvig XII. Brev från 1515 visar att Maria gick med på att gifta sig med Ludvig på villkor att hon, om hon överlevde honom, sedan skulle få gifta sig med vem hon ville, ett villkor hennes bror Henrik VII gick med på.
Hon åtföljdes till Frankrike av sin läkare Maître Guillaume och fyra engelska hovfröknar: Mademoiselle Grey, syster till markisen av Dorset; Mademoiselle Mary Fenes, dotter till Lord Dacres [av Hurst Monceaux], Elizabeth Grey, syster till Lord Grey [de Wilton?]; och Mademoiselle Boleyne (Anne Boleyn), tillsammans med kammarpigorna Anne Jerningham, femme de chambre och Jean Barnes, chamberière. Några andra personer medföljde utan att vara formellt anställda, så som Elizabeth Ferrers, Anne Devereux, M. Wotton, Anne Denys, hennes allmoseutdelare doktor Denton, och sekreterare John Palsgrave: främst var dock hennes förra guvernant Joan Vaux, allmänt känd som Mor Guilford, som var hennes inflytelserika gunstling och förtrogna.
Den 9 oktober 1514 i Abbeville i Frankrike gifte sig den då 18-åriga Maria med den 52-årige kungen Ludvig XII. Brudparet och hela Marias uppvaktning, både män och kvinnor, bar guldbrokad, och kungen gav drottningen ett rubinhalsband. Tronföljaren passade upp på kungen och hans hustru på drottningen. Vigseln följdes av en bal där Maria bytte om till fransk klädsel. Fullbordandet av äktenskapet ska ha resulterat i att kungen drabbades av gikt och blev sjuk.
Maria uppges ha blivit missnöjd när hennes hovdam Lady Guildford sändes tillbaka till England efter giftermålet: nästan hela hennes engelska personal sändes hem 13 oktober. Kungen meddelade att det engelska följet var större än överenskommet och han ogillade Lady Guildford, som ska ha varit så beskyddande att hon aldrig lämnade honom ensam med Maria, och denna skrev utan framgång till sin bror och bad honom övertala hennes make att låta henne behålla Guildford. Ludvig svarade Henrik och Wolsey, som båda skrev till honom om saken, att Maria inte behövde Guildfords råd och att denna hade skapat osämja genom att förhindra både honom och andra att träffa Maria. Hon fick dock behålla sina hovfröknar, sex kammarpigor och tretton män, bland dem sin läkare och allmoseutdelare. Efter detta anlände hertigen av Suffolk till det franska hovet till England som sändebud från hennes bror Henrik VII. Kung Ludvig tog emot denne vänligt, men Suffolks närvaro vid hovet fick kronprinsen att sätta Maria under övervakning; hans hustru ombads se till att Maria aldrig lämnades ensam, och Madame d'Aumont ombads sova i hennes rum under natten. Hovet anlände till Paris 28 oktober, där Maria presenterades för Louise av Savojen.
Maria kröntes till Frankrikes drottning 5 november 1514 i basilikan Saint-Denis i Paris. Maria beskrevs av den venetianske ambassadören som "ett paradis—lång, slank, gråögd med en extrem blekhet". Hon bar sitt silkeslena gyllenröda hår utsläppt ända ned till midjan. Ludvig XII kallade henne en "nymf från himmelen". Dagen efter kröningen hölls hennes formella intåg i Paris, med en dag av tal, formella presentationer av stadens representanter, mässa och offentlig spisning, innan hon slutligen fick bosätta sig officiellt som drottning i Hôtel des Tournelles. Festligheterna som följde inkluderade flera dagar av torneringar. Under torneringarna var den franska kungens hälsotillstånd så dåligt att han närvarande liggande ned, medan Maria satt bredvid honom. Suffolk vann under dessa torneringar över franska kronprinsen, och dessa två ryktades vid samma tidpunkt vara rivaler om Maria, och båda i hemlighet uppvakta henne. Kronprins Frans ska vid ett tillfälle ha kommit in i hennes rum för att se henne oklädd, men fått hindras från det. Maria ska ha kommit överens med tronföljaren och hertig de Longueville, som också bad henne utnyttja sitt inflytande för att få kungen att benåda fångar. Franska krönikörer har lagt fram teorin att Maria försökte skaffa en arvinge till tronen med hjälp av Suffolk, men det finns inga bevis för denna teori.
Trots två tidigare äktenskap hade kungen inte fått några överlevande söner, och ville ha en arvinge för att förhindra att tronen övergick till hans släkting hertig Frans av Angouleme. Äktenskapet uppges ha gjort kungen mer energisk, men också överansträngt honom. Suffolk återvände till England i december, och meddelade Henrik VII att den franska kungens hälsa hade knäckts av bröllopet, av festligheterna och det äktenskapliga samlivet, och att han inte förväntades överleva länge till. Ludvig låg ofta sjuk till sängs, medan Maria sjöng och spelade luta vid hans sida, och han ska ha gett henne många gåvor och komplimanger inför andra. Maria hölls ovetande om kungens allt mer försämrade hälsotillstånd, och fortsatte besöka honom för att muntra upp honom vid hans sängkant. Ludvig skrev strax före sin död och berömde hennes uppförande.
Kungen avled 1 januari 1515, mindre än tre månader efter att han gift sig med Maria. De fick inga barn. I enlighet med fransk tradition isolerades Maria under 40 dagar på Hôtel de Cluny för att säkerställa att hon inte var gravid, något som skulle ha förändrat tronföljden, och hon hölls under uppsikt av den franska tronarvingens mor Louise av Savojen. Som änka kallades hon "den vita drottningen", då den franska sorgdräkten var vit. 
Efter Ludvigs död ska den nye kungen Frans I ha hyst en önskan att gifta sig med henne trots att han redan var gift, och det spekulerades också att hon skulle gifta om sig med Anton av Lothringen eller Karl III av Savojen.

### Det andra äktenskapet

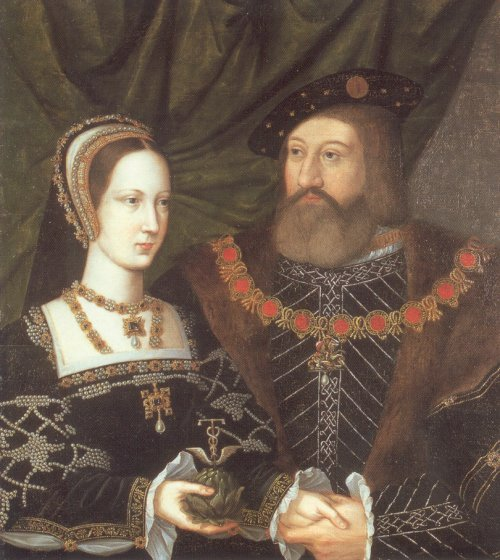
Maria Tudor och Charles Brandon.

Maria hade varit olycklig i äktenskapet med Ludvig, eftersom hon vid denna tid redan var förälskad i Charles Brandon. Henrik kände till systerns känslor, men han ville dra fördel av hennes nästa äktenskap. När han sände Brandon för att hämta tillbaka Maria till England i slutet av januari 1515, fick han hertigen att lova att han inte skulle fria till henne.
Paret gifte sig dock i hemlighet i Frankrike den 3 mars 1515. Detta var formellt sett förräderi eftersom Brandon gift sig med en kunglig prinsessa utan Henriks godkännande. Kungen blev ursinnig och Privy Council krävde att Brandon skulle fängslas och avrättas. Tack vare Wolseys ingripande och Henriks känslor för både sin syster och Brandon lät han nöja sig med höga böter. De gifte sig officiellt den 13 maj 1515 på Greenwich Palace.
Även efter sitt andra äktenskap kallades hon vid engelska hovet "den franska drottningen" och var inte under sin livstid känd som "hertiginnan av Suffolk". Maria tillbringade främst sin tid på Westhorpe Hall i Suffolk. Relationen mellan Henrik VIII och Maria försämrades efter 1526, då hon var emot att han skulle annullera sitt äktenskap med Katarina av Aragonien, som Maria känt i många år. Hon avskydde starkt den framtida drottningen Anne Boleyn, som hon tidigare kände, då Anne varit en av Marias hovdamer i Frankrike.
I mars 1532 rapporterade Venedigs ambassadör Carlo Capello om en incident då en man anställd hos Anne Boleyns farbror hertigen av Norfolk mördade Sir William Pennington, chief gentleman hos hertigen av Suffolk, och att anledningen till detta var "kritiska ord uttalade mot madame Anne (Anne Boleyn) av Hans Majestäts syster, hertiginnan av Suffolk, änkedrottningen av Frankrike".

### Död
Maria avled på Westhorpe Hall, Westhorpe i Suffolk den 25 juni 1533, 37 år gammal. Hennes dödsorsak har föreslagits vara cancer, blindtarmsinflammation eller tuberkulos, och det var känt att hon aldrig helt hade hämtat sig från svettsjukan 1528. Hon begravdes ursprungligen i klosterkyrkan i Bury St Edmunds, Suffolk, men flyttades till den närliggande St. Mary's Church när klostret förstördes under klosterupplösningen. Tre månader efter hennes död gifte sig Charles Brandon med deras sons fästmö, som också var deras skyddsling, den då 14-åriga Katherine Willoughby, med vilken han fick två söner.

## Barn
Maria och Charles Brandon fick tre barn tillsammans:
1. Henry Brandon, 1:e earl av Lincoln, född 1 mars 1516, död 8 mars 1534
2. Frances Brandon, född 16 juli 1517, död 20 november 1559, g.m Henry Grey, hon blev mor till Jane Grey
3. Eleanor Brandon född 1519, död 27 september 1547), g.m Henry Clifford, 2:e earl av Cumberland

## Anfäder
|             |  |  |  |  |  |  |  |                   |  |  |  |  |  |  |  |                     |  |  |  |  |  |  |  | Owen Tudor                        |
|             |  |  |  |  |  |  |  |                   |  |  |  |  |  |  |  |                     |  |  |  |  |  |  |  |                                   |
|             |  |  |  |  |  |  |  |                   |  |  |  |  |  |  |  | Edmund Tudor        |  |  |  |  |  |  |  |                                   |
|             |  |  |  |  |  |  |  |                   |  |  |  |  |  |  |  |                     |  |  |  |  |  |  |  |                                   |
|             |  |  |  |  |  |  |  |                   |  |  |  |  |  |  |  |                     |  |  |  |  |  |  |  | Katarina av Valois                |
|             |  |  |  |  |  |  |  |                   |  |  |  |  |  |  |  |                     |  |  |  |  |  |  |  |                                   |
|             |  |  |  |  |  |  |  | Henrik VII        |  |  |  |  |  |  |  |                     |  |  |  |  |  |  |  |                                   |
|             |  |  |  |  |  |  |  |                   |  |  |  |  |  |  |  |                     |  |  |  |  |  |  |  |                                   |
|             |  |  |  |  |  |  |  |                   |  |  |  |  |  |  |  |                     |  |  |  |  |  |  |  | John Beaufort, hertig av Somerset |
|             |  |  |  |  |  |  |  |                   |  |  |  |  |  |  |  |                     |  |  |  |  |  |  |  |                                   |
|             |  |  |  |  |  |  |  |                   |  |  |  |  |  |  |  | Margareta Beaufort  |  |  |  |  |  |  |  |                                   |
|             |  |  |  |  |  |  |  |                   |  |  |  |  |  |  |  |                     |  |  |  |  |  |  |  |                                   |
|             |  |  |  |  |  |  |  |                   |  |  |  |  |  |  |  |                     |  |  |  |  |  |  |  | Margaret Beauchamp av Bletso      |
|             |  |  |  |  |  |  |  |                   |  |  |  |  |  |  |  |                     |  |  |  |  |  |  |  |                                   |
| Maria Tudor |  |  |  |  |  |  |  |                   |  |  |  |  |  |  |  |                     |  |  |  |  |  |  |  |                                   |
|             |  |  |  |  |  |  |  |                   |  |  |  |  |  |  |  |                     |  |  |  |  |  |  |  | Rikard av York                    |
|             |  |  |  |  |  |  |  |                   |  |  |  |  |  |  |  |                     |  |  |  |  |  |  |  |                                   |
|             |  |  |  |  |  |  |  |                   |  |  |  |  |  |  |  | Edvard IV           |  |  |  |  |  |  |  |                                   |
|             |  |  |  |  |  |  |  |                   |  |  |  |  |  |  |  |                     |  |  |  |  |  |  |  |                                   |
|             |  |  |  |  |  |  |  |                   |  |  |  |  |  |  |  |                     |  |  |  |  |  |  |  | Cecily Neville                    |
|             |  |  |  |  |  |  |  |                   |  |  |  |  |  |  |  |                     |  |  |  |  |  |  |  |                                   |
|             |  |  |  |  |  |  |  | Elizabeth av York |  |  |  |  |  |  |  |                     |  |  |  |  |  |  |  |                                   |
|             |  |  |  |  |  |  |  |                   |  |  |  |  |  |  |  |                     |  |  |  |  |  |  |  |                                   |
|             |  |  |  |  |  |  |  |                   |  |  |  |  |  |  |  |                     |  |  |  |  |  |  |  | Rikard Woodville                  |
|             |  |  |  |  |  |  |  |                   |  |  |  |  |  |  |  |                     |  |  |  |  |  |  |  |                                   |
|             |  |  |  |  |  |  |  |                   |  |  |  |  |  |  |  | Elizabeth Woodville |  |  |  |  |  |  |  |                                   |
|             |  |  |  |  |  |  |  |                   |  |  |  |  |  |  |  |                     |  |  |  |  |  |  |  |                                   |
|             |  |  |  |  |  |  |  |                   |  |  |  |  |  |  |  |                     |  |  |  |  |  |  |  | Jacquetta av Luxemburg            |
|             |  |  |  |  |  |  |  |                   |  |  |  |  |  |  |  |                     |  |  |  |  |  |  |  |                                   |